# روبرت بيرلي
السير روبرت بيرلي (بالإنجليزية: Robert Birley)‏ (14 يوليو 1903 - 22 يوليو 1982) كان تربوي إنجليزي ورئيس هيئة التدريس في مدرسة تشارترهوس، ثم كلية إيتون، ومناهض للفصل العنصري. حصل على لقب "روبرت الأحمر"، لأن سياسته الليبرالية المعتدلة تسببت في قلق للأعضاء المحافظين من مدرسة إيتون للحكام. تم تعيين سلفه، كلود أوريليوس إليوت وكيلاً وبصفته رئيسا لمجلس المحافظين، يسكن بجوار بيرلي، كان قادرا على إبقاء العين على روبرت.

## سيرة ذاتية
تم تعليم بيرلي في رغبي وباليول. بدأ حياته المهنية كمدرس للتاريخ في إيتون في عام 1926 وفي عام 1935 تم تعيينه كمدير لتشارترهوس. خلال هذا الوقت، كان المؤلف الرئيسي لتقرير فليمنغ لعام 1944 حول العلاقة بين المدارس العامة والتعليم السائد.
في عام 1947، بعد الحرب العالمية الثانية، أصبح مستشارا تعليميا لمفوضية الحلفاء في المنطقة البريطانية في ألمانيا، المسؤولة عن إعادة الإعمار التربوي، ولعب دورا هاما في إعادة كتابة الكتب المدرسية عن التاريخ النازي، وإزالة النزعة العنصرية. من 1947 إلى 1949 قدم دعما هاما لـ ليلو ميلشساك الذي شكل الجمعية الأنجلو الألمانية لتحسين العلاقات ما بعد الحرب. عاد بيرلي لدعم هذه الجهود بعد مغادرته ألمانيا في عام 1949.
في عام 1949 تم تعيينه رئيساً لهيئة التدريس في إيتون، حيث بقي حتى عام 1963. أيضا في عام 1949، دعته هيئة الإذاعة البريطانية لتقديم محاضرات ريث السنوية. كانت البرامج الإذاعية تحمل عنوان بريطانيا في أوروبا: تأملات حول تنمية المجتمع الأوروبي.
نظر بيرلي في التاريخ والتأثير المستقبلي لتدخل بريطانيا المتزايد في أوروبا. ثم أصبح أستاذا منتدباً للتعليم في جامعة ويتواترسراند، جنوب أفريقيا في الفترة من 1964 إلى 1967. وفي عام 1967 عين أستاذا ورئيس قسم العلوم الاجتماعية والإنسانية في جامعة سيتي، وشغل المنصب حتى عام 1971. وكتب وأعطى محاضرات على نطاق واسع حول قضايا التعليم والفصل العنصري وحقوق الإنسان وتعد محاضرات روبرت بيرلي التذكارية إشادة بمساهماته.
من عام 1968 إلى عام 1982 كان بيرلي أستاذ البلاغة في كلية غريشام، لندن. وكان رئيسا للجمعية الببليوغرافية من 1979 إلى 1980.
سيرة حياته، روبرت بيرلي: حياة روبرت بيرلي، بواسطة آرثر هيرندن، ظهرت في عام 1984. مجموعة من كتاباته، التاريخ والمثالية: مقالات ومحاضرات وعظات وخطابات روبرت بيرلي، ظهرت في عام 1990، وتم تحريرها بواسطة زوج ابنته، براين ريس.

## أسرة بيرلي
جده، آرثر بيرلي (1834-1912)، كان شقيق هيو بيرلي، الذي عمل عضوا في البرلمان عن دائرة مانشستر من 1868 إلى 1883.

## انظر أيضا
- محاضرات ريث
- عزل عنصري
- مفوضية الحلفاء
- كلية إيتون